# آلبرتو مرسیایی
آلبرتو مرسیایی (انگلیسی: Alberto Merciai; ۹ ژوئن ۱۹۰۰ – ۲۸ فوریهٔ ۱۹۷۱) بازیکن فوتبال اهل ایتالیا بود.
از باشگاه‌هایی که در آن بازی کرده‌است می‌توان به باشگاه فوتبال یوونتوس، باشگاه فوتبال فیورنتینا، و باشگاه فوتبال پیزا اشاره کرد.